# Margie Gay
Pour les personnes ayant le même nom de famille, voir Gay.
Margie Gay est une actrice américaine née en 21 juin 1919 et morte le 14 novembre 2005,. Elle est connue pour avoir joué le rôle d'Alice dans la série de courts métrages d'animation Alice Comedies, réalisée et produite par Walt Disney.
Elle interpréta ce rôle dans 31 des 57 films de la série, de février 1925 à avril 1927. La principale différence est que Margie Gay avait des cheveux sombres et une coupe au carré, à l'opposé de Virginia Davis, Dawn Evelyn Paris et Lois Hardwick, toutes trois blondes avec des cheveux ondulés ou bouclés.
Aucun autre rôle ne lui est connu par la suite.

## Filmographie
- Alice Solves the Puzzle (15 février 1925), première de Black Pete
- Alice Loses Out (15 juin 1925), retour de Margie Gay
- Alice is Stage Struck (30 juin 1925)
- Alice Wins the Derby (15 juillet 1925)
- Alice Picks the Champ (30 juillet 1925)
- Alice Chops the Suey (30 août 1925)
- Alice the Jail Bird (15 septembre 1925)
- Alice's Tin Pony (20 septembre 1925)
- Alice Plays Cupid (15 octobre 1925)
- Alice Rattled by Rats (15 novembre 1925)
- Alice in the Jungle (15 décembre 1925)

### 1926
- Alice on the Farm (1er janvier 1926)
- Alice's Balloon Race (15 janvier 1926)
- Alice's Little Parade (1er février 1926)
- Alice's Mysterious Mystery (15 février 1926)
- Alice's Orphan ou Alice's Ornery Orphan (1er mai 1926)
- Alice Charms the Fish (6 septembre 1926)
- Alice's Monkey Business (20 septembre 1926)
- Alice in the Wooly West (4 octobre 1926)
- Alice the Fire Fighter (18 octobre 1926)
- Alice Cuts the Ice (1er novembre 1926)
- Alice Helps the Romance (15 novembre 1926)
- Alice's Spanish Guitar (29 novembre 1926)
- Alice's Brown Derby (13 décembre 1926)
- Alice the Lumberjack (27 décembre 1926)

### 1927
- Alice the Golf Bug (10 janvier 1927)
- Alice Foils the Pirates (24 janvier 1927)
- Alice at the Carnival (7 février 1927)
- Alice at the Rodeo ou Alice's Rodeo (21 février 1927)
- Alice the Collegiate (7 mars 1927)
- Alice in the Alps (21 mars 1927)
- Alice's Auto Race (4 avril 1927)